# I Think I Do
I Think I Do é um filme norte-americano de 1997.

## Sinopse
O filme mostra o relacionamento entre Bob (Alexis Arquette) e Brendan (Christian Maelen), colegas de quarto na George Washington University, em Washington, DC, cinco anos depois que Bob revelou seus desejos românticos a Brendan. Quando os dois se reencontram no casamento de amigos de colégio, Bob está em um relacionamento sério com um galã de novelas (Tuc Watkins), enquanto Brendan está solteiro e reexaminando sua própria identidade.